# Gnophos crenularia
Gnophos crenularia là một loài bướm đêm trong họ Geometridae.